# Campionati europei di nuoto di fondo 2025
I campionati europei di nuoto di fondo 2025 si sono svolti dal 28 al 31 maggio 2025 a Cittavecchia, in Croazia.

## Podi

### Uomini
| Evento                     | Oro                  | Argento        | Bronzo               |
| 5km (dettagli)             | Gregorio Paltrinieri | Dávid Betlehem | Kristóf Rasovszky    |
| 10km (dettagli)            | Kristof Rasovszky    | Logan Fontaine | Marc-Antoine Olivier |
| Knockout Sprint (dettagli) | Kristof Rasovszky    | Logan Fontaine | Dávid Betlehem       |

### Donne
| Evento                     | Oro                 | Argento               | Bronzo                  |
| 5km (dettagli)             | Ginevra Taddeucci   | Viktoria Mihalyvari   | Maria de Valdés Álvarez |
| 10km (dettagli)            | Viktoria Mihalyvari | Ginevra Taddeucci     | Lea Boy                 |
| Knockout Sprint (dettagli) | Bettina Fábián      | Paula Otero Fernandez | Lea Boy                 |

### Misti
| Evento                    | Oro                                                                          | Argento                                                                            | Bronzo                                                                |
| Gara a squadre (dettagli) | Ungheria Viktoria Mihalyvari Bettina Fábián Dávid Betlehem Kristóf Rasovszky | Italia Giulia Gabbrielleschi Ginevra Taddeucci Marcello Guidi Gregorio Paltrinieri | Francia Clémence Coccordano Ines Delacroix Sacha Velly Logan Fontaine |

## Medagliere
| Posiz. | Nazione  | Oro | Argento | Bronzo | Totale |
| ------ | -------- | --- | ------- | ------ | ------ |
| 1      | Ungheria | 5   | 2       | 2      | 9      |
| 2      | Italia   | 2   | 2       | 0      | 4      |
| 3      | Francia  | 0   | 2       | 2      | 4      |
| 4      | Spagna   | 0   | 1       | 1      | 2      |
| 5      | Germania | 0   | 0       | 2      | 2      |
| Totale | Totale   | 7   | 7       | 7      | 21     |

## Trofeo dei campionati
Il trofeo dei campionati (Championships Trophy), assegnato in base ai piazzamenti ottenuti dai primi sedici classificati di ciascun evento (con un massimo di due atleti per nazione), è andato all'Ungheria, che ha concluso la classifica davanti a Italia e Francia.
|         | Paese       | Tot. | M  | F  | Sq |
| Oro     | Ungheria    | 192  | 92 | 64 | 36 |
| Argento | Italia      | 183  | 70 | 81 | 32 |
| Bronzo  | Francia     | 144  | 99 | 17 | 28 |
| 4       | Germania    | 82   | 11 | 47 | 24 |
| 5       | Spagna      | 66   | 4  | 62 | -  |
| 6       | Turchia     | 30   | 5  | 5  | 20 |
| 7       | Polonia     | 25   | 5  | 20 | -  |
| 8       | Slovacchia  | 19   | 2  | 1  | 16 |
| 9       | Israele     | 17   | 13 | 4  | -  |
| 10      | Fær Øer     | 15   | 2  | 1  | 12 |
| 11      | Portogallo  | 10   | 4  | 6  | -  |
| 12      | Grecia      | 6    | 5  | 1  | -  |
| 13      | Croazia     | 5    | 4  | 1  | -  |
| 14      | Svizzera    | 4    | 4  | -  | -  |
| 14      | Rep. Ceca   | 4    | 2  | 2  | -  |
| 16      | Finlandia   | 3    | 3  | -  | -  |
| 16      | Slovenia    | 3    | 3  | -  | -  |
| 18      | Austria     | 2    | 2  | -  | -  |
| 18      | Regno Unito | 2    | 1  | 1  | -  |